# Filip Herda
Filip Herda (* 15. června 1980) je bývalý český fotbalista, záložník. Jeho otcem je bývalý fotbalový reprezentant Peter Herda, strýcem bývalý fotbalový reprezentant Dušan Herda.

## Fotbalová kariéra
V české lize hrál za SK Slavia Praha. Nastoupil v 5 ligových utkáních. Gól v lize nedal. Dále hrál v nižších soutěžích i za SC Xaverov Horní Počernice a SK Kladno a na Slovensku za FK Dukla Banská Bystrica. Za dorosteneckou reprezentaci nastoupil ve 12 utkáních.

## Ligová bilance
| Ročník                          | Zápasy | Góly | Klub                       |
| ------------------------------- | ------ | ---- | -------------------------- |
| 1. česká fotbalová liga 1996/97 | 1      | 0    | SK Slavia Praha            |
| Gambrinus liga 2001/02          | 4      | 0    | SK Slavia Praha            |
| 2. česká fotbalová liga 2001/02 | 13     | 0    | SC Xaverov Horní Počernice |
| 2. česká fotbalová liga 2003/04 | 28     | 1    | SK Kladno                  |
| 2. česká fotbalová liga 2004/05 | 22     | 0    | SK Kladno                  |
| 2. česká fotbalová liga 2005/06 | 14     | 0    | SK Kladno                  |
| CELKEM 1. česká liga            | 5      | 0    |                            |